# تشارلز جاي آدامز
تشارلز جاي آدامز (بالإنجليزية: Charles J. Adams)‏ هو ضابط أمريكي، ولد في 22 أغسطس 1921 في مقاطعة سانبيتي في الولايات المتحدة، وتوفي في 28 مايو 2002 في Centinela Freeman Regional Medical Center, Centinela Campus ‏ في الولايات المتحدة.